# Kōbu gattai
Kōbu gattai (公武合体?  Union of the Imperial Court and the Shogunate) fue una política en el Bakumatsu era de Japanese history con el objetivo de fortalecer a Japón frente a la percepción "foreign threat" logrando una coordinación política entre los Tokugawa shogunate, cierto importante feudal domains y el Japanese Imperial Court.

## Descripción general
Después de la Expedición Perry, de 1853, y particularmente después de la firma del Tratado Harris con los EE. UU. en 1858, la incapacidad de un shogunato Tokugawa políticamente débil para llegar a un consenso sobre cómo manejar las demandas en el extranjero de que Japón termine con su política de aislamiento nacional y la firma de tratados desiguales con potencias extranjeras hizo que los miembros de la aristocracia kuge comenzaran a entrometerse en la política política nacional al reunirse en Kioto directamente con miembros de varios dominios feudales. En 1858, el shogunato bajo el mando de tairō Ii Naosuke intentó poner fin a esta colusión directa entre daimyō y la Corte Imperial con una dura purga (la " Purga de Ansei ") de aquellos que no apoyaban su autoridad y sus políticas de comercio exterior. al mismo tiempo que promueve lazos más estrechos entre el Shogunato y la Corte Imperial. Esto tomó la forma de una propuesta de matrimonio político entre Shogun Tokugawa Iemochi y la hermana del Emperador, la Princesa Kazunomiya .
Tras el asesinato de Ii Naosuke en 1860 y el intento de asesinato de su sucesor, Andō Nobumasa, la idea de kōbu gattai se desvaneció. Recibió una fuerte oposición de los defensores del movimiento Sonnō jōi, que buscaban derrocar al shogunato y restaurar el poder político del Emperador, así como de importantes daimyō como Shimazu Hisamitsu del dominio Satsuma y Matsudaira Shungaku del dominio Fukui que buscaban una propuesta de compromiso. por el cual el clan Tokugawa mantendría cierta medida de hegemonía bajo un sistema parlamentario al estilo europeo. A pesar de esta oposición, el matrimonio entre el shogun Tokugawa Iemochi y la princesa Kazunomiya tuvo lugar en 1862. Tokugawa Iemochi murió en 1866, momento en el que los acontecimientos habían dejado cada vez más obsoleto el concepto de kōbu gattai . En 1868, la Guerra Boshin y la restauración Meiji hicieron que kōbu gattai fuera irrelevante.